# Anticonceptivo oral

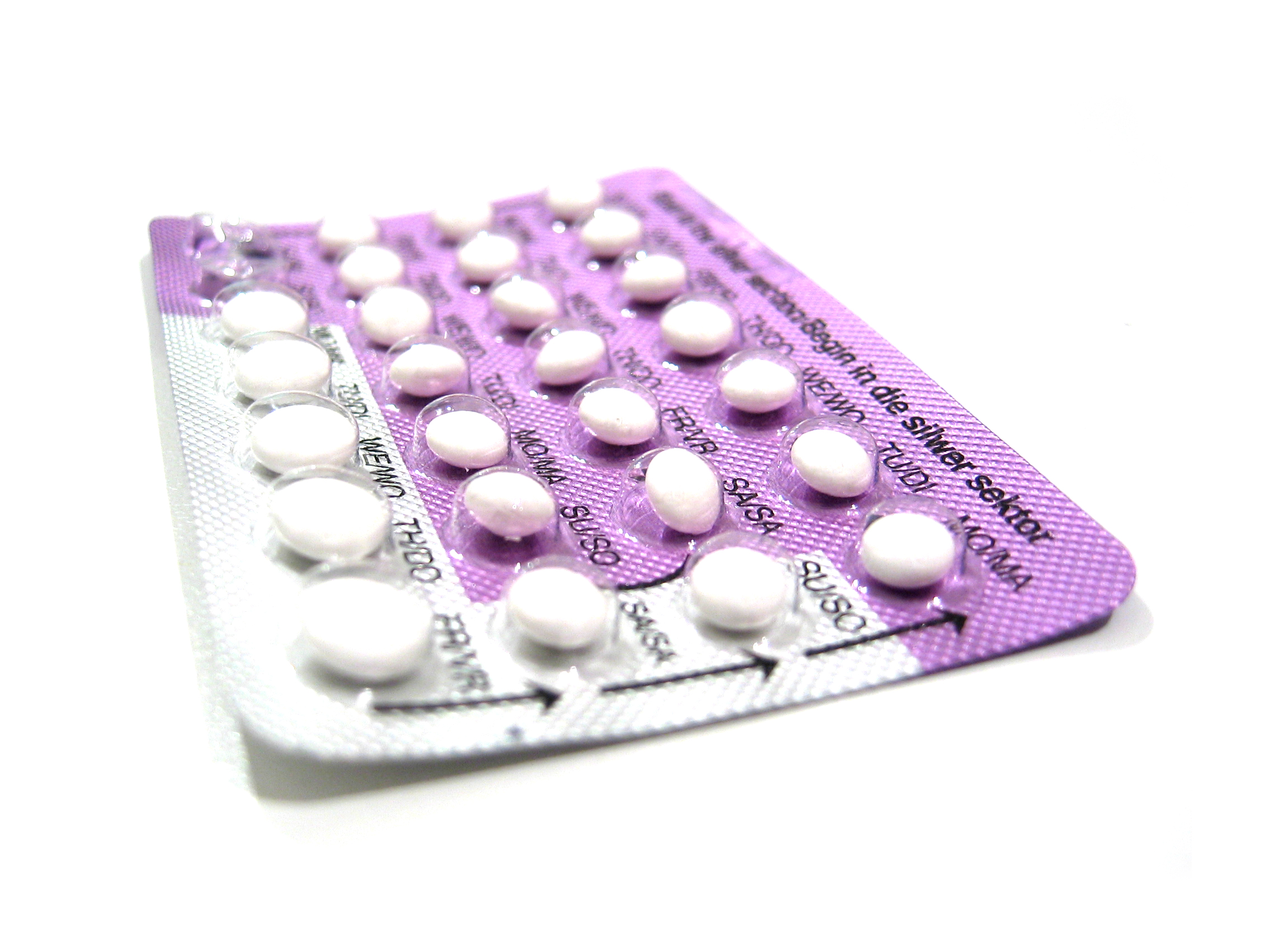
Pastillas o píldora anticonceptiva

Un anticonceptivo oral (ACO) es un medicamento anticonceptivo que se toma por vía oral con el propósito de evitar el embarazo. La anticoncepción hormonal utiliza sustancias similares a los estrógenos y progestágenos. Estas sustancias van a impedir la liberación de las gonadotrofinas del hipotálamo y de la hipófisis, lo que provoca que no se alcance la concentración máxima de LH y FSH y no se produzca la ovulación.

## Femeninos

### Anticonceptivos orales hormonales previos a las relaciones sexuales
Existen dos formulaciones de anticonceptivos orales para el uso en mujeres:
- La píldora anticonceptiva, que contiene estrógeno y un progestágeno, tomado una vez al día.[2] La píldora anticonceptiva tiene como objetivo alterar el ciclo menstrual para impedir la ovulación y, por tanto, la fecundación del óvulo y un posible embarazo no deseado. La píldora anticonceptiva es uno de los métodos anticonceptivos femeninos más utilizados por su alta eficacia que alcanza el 99.9%.[3][4][5]
- La minipíldora, que contiene solamente un progestágeno, tomado también una vez al día.[6]

En algunas partes del mundo existen otros anticonceptivos orales en período de experimentación:
- Mifepristona: un antiprostágeno tomado diariamente, aún en investigaciones clínicas (actualmente se utiliza como anticonceptivo de emergencia en países como China y Rusia.
- Ormeloxifeno: un modulador selectivo de los receptores estrogénicos, tomado uno o dos veces por semana y aprobado solo para su uso en India.

### Anticonceptivos de emergencia de uso posterior a las relaciones sexuales
Hormonales
- Acetato de ulipristal[7][8]
- Mifepristona[9][10][11][8] Así como el acetato de ulipristal y el levonorgestrel son los anticonceptivos de emergencia de referencia en América y Europa occidental. En China y Rusia el anticonceptivo de urgencia más utilizado es la mifepristona.[7][8]
- Levonorgestrel

No hormonales
- Meloxicam - El meloxicam ha probado su eficacia en varios estudios y puede convertirse en el sustituto de los anticonceptivos de emergencia hormonales.[12] Jill L. Schwartz y Horacio B. Croxatto, investigadores del ICMER Instituto Chileno de Medicina Reproductiva y de la Facultad de Química y Biología de la Universidad de Santiago de Chile.[13][14][15][16]

## Masculinos
En la actualidad se están estudiando diversos fármacos, siendo el más conocido el dimethandrolone undecanoate (DMAU) un medicamento experimental de  esteroides anabólicos androgénicos (EAA) y progesterona. Entre los efectos adversos, se ha observado un leve aumento de peso así como discretas bajadas los niveles de colesterol-HDL ("bueno"). Además, también pueden aparecer síntomas asociados a niveles bajos de estrógenos como una reducción en la función sexual y en la densidad ósea.  En cuanto a su mecanismo de acción, funciona como agonista de los receptores de andrógenos (como la testosterona), agonista de los receptores de progesterona. Debido a su actividad androgénica y progestágena tiene actividad antigonadotrópica. Estos efectos provocan una supresión reversible de la producción de esperma y por tanto es responsable de los efectos anticonceptivos del DMAU.

## El anillo vaginal como alternativas a los anticonceptivos orales
La aparición del anillo vaginal hormonal, cuya comercialización y uso comenzó en Europa y Estados Unidos en el año 2002, es una alternativa a la píldora anticonceptiva. El anillo vaginal es de un solo uso mensual, contiene menor cantidad de hormonas que la píldora y tiene similar eficacia.